# Gabriac (Aveyron)
Gabriac é uma comuna francesa na região administrativa de Occitânia, no departamento de Aveyron. Estende-se por uma área de 25,54 km². Em 2010 a comuna tinha 529 habitantes (densidade: 20,7 hab./km²).